# Komboloi

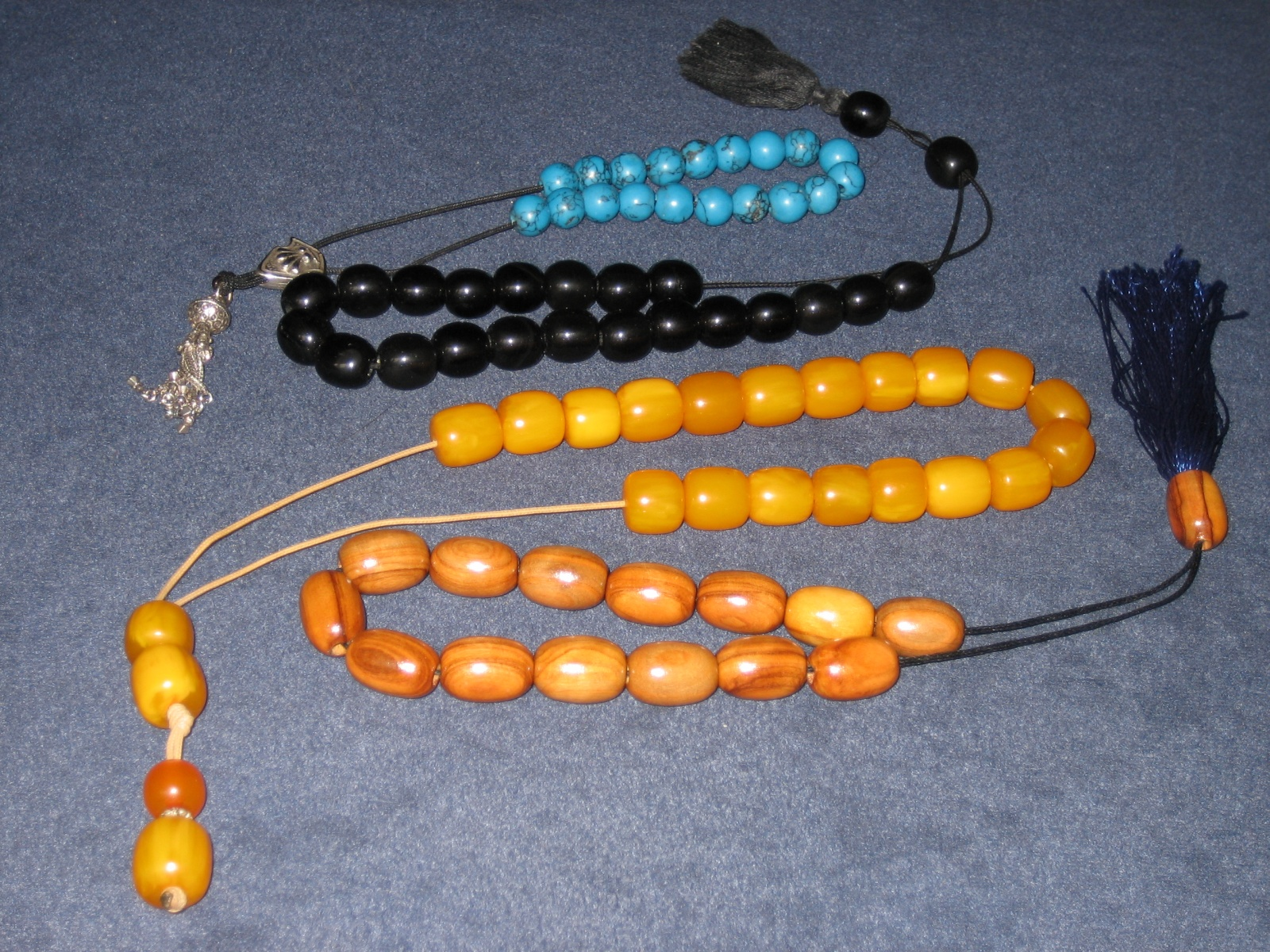
Różne odmiany komboloi wykonane z tanich materiałów

Sposoby użycia

Komboloi (ngr. κομπολόι, czyt. koboloi) – sznur koralików przypominający różaniec,  popularny zwłaszcza w Grecji, w tradycyjnym użyciu przez mężczyzn.
Nic pewnego nie wiadomo o przyczynie, a nawet o czasie powstania tej tradycji. Greccy etnografowie hipotetycznie łączą ją z używanym przez pasterzy sznurem z węzłami. Może jednak również stanowić obyczajowy relikt okupacji tureckiej (zgodnie z nauką Mahometa mężczyzna nie powinien siedzieć bezczynnie, dlatego bogaci Turcy przebierali koraliki w rękach dla zajęcia ich pracą). Z czasem, jako wizualny symbol czasu wolnego, komboloi mogły też uchodzić za swoisty atrybut władzy (używali ich m.in. Arystoteles Onasis, Jeorjos Papandreou, lecz także Melina Merkuri czy Jorgos Mitsakis). Świeckie, niemodlitwne przeznaczenie koralików odróżnia grecką tradycję od podobnych przedmiotów w kulturze orientalnej. Obecnie jako charakterystyczna pamiątka z Grecji chętnie nabywane są przez zagranicznych turystów. 
Praktyczna funkcja komboloi ma polegać na systematycznym masażu wewnętrznej strony dłoni. Ponadto uważa się, że zajęcie ręki sznurem koralików poprawia ogólne samopoczucie, zmniejsza skutki stresu, łączy się z mechanicznym „zabijaniem czasu”. Może być stosowane podczas swobodnych spotkań towarzyskich (np. w kawiarni) bądź przy oglądaniu programów telewizyjnych, nie jest jednak przyjęte w trakcie spotkań oficjalnych. Własności różnych komboloi mają być w sposób istotny uzależnione od materiału, z którego je wykonano.  
Obecnie najtańsze komboloi są chińskiej produkcji. Droższe oferowane dziś w handlu egzemplarze powinny być wykonane z bursztynu oprawnego w srebro. Najdroższe komboloi, o najwyżej cenionych własnościach użytkowych, nazywane są „faturanami”, od nazwiska ich wynalazcy i producenta (chemika Faturana); do 1940 wytwarzane były w Egipcie z syntezy bursztynu i bakelitu.
Jedyne poświęcone tej tradycji muzeum z bogatymi zbiorami komboloi oraz podobnych obiektów (m.in. różańców) znajduje się w Nauplii (ul. Staikopulu 25), założone w 1998 przez Arisa Evangelinosa.